# 蒼白鑷麗魚
蒼白鑷麗魚（学名：Labidochromis pallidus）為輻鰭魚綱鱸形目隆頭魚亞目慈鯛科的其中一種，分布於非洲馬拉威湖流域，為特有種，體長可達6.7公分，棲息在中底層水域，生活習性不明，可做為觀賞魚。

## 擴展閱讀
維基物種上的相關：蒼白鑷麗魚